# Moisés Fuentes
Moisés Fuentes (* 20. September 1985 in Mexiko-Stadt, Mexiko; † 24. November 2022) war ein mexikanischer Boxer im Strohgewicht.

## Profikarriere
Im Jahre 2007 begann er erfolgreich seine Profikarriere. Am 27. August 2011 boxte er gegen Raúl García um den Weltmeistertitel des Verbandes WBO und gewann nach Punkten. Diesen Gürtel verteidigte er insgesamt dreimal und hielt ihn bis April 2013.
Im Oktober 2021 verlor er in der sechsten Runde durch K. o. gegen David Cuellar. Fuentes erlitt dabei ein Blutgerinnsel im Gehirn, wovon er sich nicht vollständig erholte. Ein Jahr nach dem Kampf, am 24. November 2022, starb er.